# Haupia
Haupia je tradiční havajský dezert podobný pudinku jehož hlavní ingrediencí je kokosové mléko. Tradičně se haupia připravovala smícháním kokosového mléka se škrobem z rostliny pia (Tacca leontopetaloides) za následného míchání dokud směs nezhoustla. 
Dnes se haupia připravuje nejčastěji smícháním kokosového mléka s cukrem a kukuřičným škrobem, který je, na rozdíl od tradičního škrobu z pii, dostupnější. Někdy se do směsi přidává i mléko. Směs se zahřívá dokud nezhoustne. Poté se směs nalije do nízké nádoby a nechá se chladit. Tradičně se podává nakrájená na kostičky podávaná na listech rostliny ti. 
Jí se samotná či se často používá jako poleva dortů nebo náplň různých sladkých dezertů. V roce 2005 uvedla síť rychlého občerstvení McDonald's na Havaji nový produkt – sladké taštičky plněné haupiou.